# Winst-en-verliesrekening
Een winst-en-verliesrekening, ook wel resultatenrekening, exploitatierekening of staat van baten en lasten genaamd, is naast de balans en het kasstroomoverzicht onderdeel van een jaarrekening. 
De winst-en-verliesrekening geeft een overzicht van de opbrengsten en kosten van een onderneming over een bepaalde periode, in de regel een jaar. Het saldo van de winst-en-verliesrekening is over een bepaalde periode behaalde winst (positief saldo) of geleden verlies (negatief saldo). Als een winst-en-verliesrekening betrekking heeft op een groep van entiteiten, dan wordt het overzicht aangeduid als geconsolideerde winst-en-verliesrekening.

## Vaststellen van resultaten
Vrijwel elke onderneming maakt een winst-en-verliesrekening. Voor sommige vennootschappen is het echter op grond van artikel 2:360 BW verplicht een jaarrekening en dus een balans met toelichting en een winst-en verliesrekening op te stellen. 
In de praktijk is het vaststellen van het resultaat een gecompliceerde aangelegenheid. Dit heeft vooral te maken met de toekenning van kosten aan meerdere boekjaren. De winst-en-verliesrekening van een auteur (om een voorbeeld met kleine bedragen te nemen) zou er in zijn meest eenvoudige vorm als volgt uit kunnen zien:
| Baten                    | Baten | Baten |
| ------------------------ | ----- | ----- |
| honorarium boeken        | €     | 1000  |
| honorarium lezingen      | €     | 250   |
| totaal omzet             | €     | 1250  |
| Lasten                   |       |       |
| kantoorartikelen         | €     | 120   |
| reiskosten naar lezingen | €     | 150   |
| totaal kosten            | €     | 270   |
| winst                    | €     | 980   |
Ervan uitgaande dat deze auteur zijn boeken niet met de pen schrijft, maar op een pc die een jaar of vijf mee gaat en € 1800 gekost heeft, moet hij aan elk jaar 1800/5 = € 360 toerekenen. Dit staat bekend als afschrijven. Dat hij in het eerste jaar € 1800 heeft uitgegeven, is in het kader van de winst-en-verliesrekening alleen van belang voor het bepalen van de "startwaarde".
Zijn winst-en-verliesrekening wordt dan als volgt:
| Baten                    | Baten | Baten |
| ------------------------ | ----- | ----- |
| honorarium boeken        | €     | 1000  |
| honorarium lezingen      | €     | 250   |
| totaal omzet             | €     | 1250  |
| Lasten                   |       |       |
| afschrijving pc          | €     | 360   |
| kantoorartikelen         | €     | 120   |
| reiskosten naar lezingen | €     | 150   |
| totaal kosten            | €     | 630   |
| winst                    |       |       |
Als zijn activiteiten gelden als onderneming, zal hij ook een balans maken, maar ook als het geen onderneming is, zou hij dat kunnen doen voor de bezittingen en schulden die met de activiteiten te maken hebben. Op die balans zal hij ook melding maken van de aanwezigheid van die pc en van de waardevermindering. Op het moment van ingebruikname zal hij dit een waarde toekennen van € 1800, en elke maand wordt dat met € 30 verminderd. Na 60 maanden is de waarde nihil.
(Volledigheidshalve: deze methode van afschrijven, met gelijke bedragen, staat bekend als "lineair afschrijven". Indien sprake is van een snelle waardedaling in het begin van de levensduur van een bedrijfsmiddel, kunnen ook andere methoden gebruikt worden. Het uitgangspunt blijft dat de werkelijke waarde en de boekwaarde een redelijke samenhang moeten vertonen, zonder dat het een onwerkbaar proces wordt.)

## Vraagstukken in waardering
Bij grotere entiteiten dan deze auteur kunnen er problemen ontstaan. Bij projecten die zich over verschillende jaren uitstrekken, kan de vraag rijzen aan welke jaren welk deel van de omzet en welk deel van de kosten toegerekend moet worden. Dit is vooral een probleem bij bouwmaatschappijen die vaak meerdere jaren met één project bezig zijn. Bij vaste activa die over langere tijd worden afgeschreven, kan de vraag rijzen of de huidige boekwaarde van het actief nog strookt met de werkelijke waarde in het economisch verkeer. Zo niet, dan zal een extra afwaardering moeten plaatsvinden tot het actuele niveau. Duidelijk is dat dit dan gepaard gaat met een fors lagere winst. 
Op dit punt spelen de nieuwe regels met betrekking tot de financiële verslaglegging (IFRS) ook een rol. Waardering volgens IFRS zal niet meer plaatsvinden op basis van aankoopwaarde of Actuele waarde, maar op basis van Impairishment: Een waardering op basis van de marktwaarde van het actief. 
Verder kunnen problemen ontstaan met toekomstige uitgaven (of te missen inkomsten), waarvan de omvang op de balansdatum nog niet exact vast staat, doch er wel een gerede kans bestaat dat die uitgaven gedaan moeten worden.
In zo'n geval moet volgens het 'voorzichtigheidsbeginsel' de ondernemer de kosten alvast nemen. 
Een voorbeeld: de kosten voor toekomstige reorganisaties, waartoe in jaar X besloten wordt, doch welke kosten eerst in een volgend jaar (jaren) gemaakt zullen worden. Voor dergelijke kosten moet dan in jaar X een voorziening worden opgenomen ten laste van de winst over jaar X. Een ander veelvoorkomend geval is de situatie dat een onderneming op de balansdatum nog geld van debiteuren moet ontvangen, maar niet zeker weet of deze alles zullen betalen. Er moet dan een voorziening voor "dubieuze debiteuren" getroffen worden.

## Incidentele baten
Bij grote ondernemingen plegen incidentele baten en lasten ook voort te vloeien uit de koop en verkoop van deelnemingen (overnames van andere bedrijven of gedeelten daarvan en de verkoop ervan). Met name uit verkopen komen boekwinsten of -verliezen voort.
Analisten plegen winst-en-verliesrekeningen van beursgenoteerde ondernemingen nauwlettend te analyseren ten aanzien van de ontwikkeling van de diverse posten. Daarbij wordt (onder meer) getracht om deze incidentele factoren te elimineren en te komen tot een "geschoonde" winst. Hiervoor wordt een term als "winst uit gewone bedrijfsuitoefening" gebruikt. De resterende winst (of verlies) wordt dan gevormd door "incidentele baten en lasten".
Reorganisaties komen inmiddels dermate frequent voor dat een stabiele situatie, zonder dergelijke effecten in de winst-en-verliesrekening, bij grote ondernemingen vrijwel niet meer voorkomt. Het nut van het berekenen van een "geschoonde winst" is daarmee volgens sommigen twijfelachtig.

## Nederlandse wetgeving
Titel 9 Boek 2 van het Burgerlijk Wetboek geeft voorschriften omtrent de winst- en verliesrekening van een rechtspersoon, en voorschriften voor de toelichting daarop. Artikel 361 van Boek 2 luidt:
"Onder jaarrekening wordt verstaan: de enkelvoudige jaarrekening die bestaat uit de balans en de winst-en-verliesrekening met de toelichting, en de geconsolideerde jaarrekening indien de rechtspersoon een geconsolideerde jaarrekening opstelt."
Voor een IB-ondernemer zijn er geen specifieke wettelijke voorschriften voor de winst- en verliesrekening. In de aangifte wordt uiteraard wel gevraagd naar alle gegevens die voor het bepalen van de verschuldigde belasting van belang zijn.